# الطوابع البريدية والتاريخ البريدي لعجمان
أدارت المملكة المتحدة العلاقات الخارجية لإمارات الساحل المتصالح نتيجة لمعاهدة «الاتفاقية الحصرية» لعام 1892، بما في ذلك إدارة البريد والبرق - حيث تكن هذه الإمارات منتمية للاتحاد البريدي العالمي. افتتحت حكومة الهند أول مكتب بريد في دبي في عام 1941. وفي عام 1948، وتولت إدارته وتشغيله الوكالات البريدية البريطانية في شرق شبه الجزيرة العربية، وهي شركة تابعة لمكتب البريد العام. كانت الطوابع في ذلك الوقت عبارة عن طوابع بريطانية مقابل رسوم إضافية بقيمة الروبية، حتى عام 1959، حيث أصدرت مجموعة من طوابع بريدية تحمل اسم «الإمارات المتصالحة» من دبي.
في عام 1963، تنازلت المملكة المتحدة عن مسؤوليتها عن الأنظمة البريدية في الإمارات المتصالحة إلى حكام الإمارات المتصالحة. لذا أصدرت إمارة عجمان أول طوابعها البريدية في سنة 1964.
كان عدد الطوابع التي أصدرت عن إمارة عجمان ووثقتها المصادر المختلفة هي 2995 طابعا حسب كتالوج ميشيل 2006 و1423 طابعا حسب "Oh My Gosh Publishing" و2873 طابعا حسب موقع دليل طوابع الإمارات المتصالحة. وكانت الكثير من الإصدارات عبارة عن طوابع الكثبان الرملية. وكان الإصدار الأول بتاريخ 20 يونيو 1964 الإصدار الأخير في مارس 1973 واستمر التوزيع حتى أبريل 1973. بعدها اعتمدت الطوابع الصادرة عن الإمارات العربية المتحدة بعد إعلان استقلال واتحاد الإمارات العربية المتحدة.
هذه قوائم إصدارات الطوابع البريدية في إمارة عجمان حسب السنوات:
- 1964
- 1965
- 1966
- 1967
- 1968
- 1969
- 1970
- 1971
- 1972
- 1973

كذلك أن قرية المنامة كانت لها إصداراتها الخاصة من طوابع الكثبان الرملية:
- قائمة إصدارات الطوابع البريدية في المنامة